# Lycksele högre allmänna läroverk
Lycksele högre allmänna läroverk var ett läroverk i Lycksele verksamt från 1932 till 1968.

## Historia
1929 bildades en högre folkskola som 1 juli 1932 ombildades till en kommunal mellanskola som mellan 1945 och 1947 ombildades till en samrealskola.
1952 tillkom ett gymnasium och därefter benämndes skolan Lycksele högre allmänna läroverk. Skolan kommunaliserades 1966 och skolan namnändrades vid den tiden till Finnbacksskolan, där senare gymnasieskolan flyttades ut.  Studentexamen gavs från 1956 till 1968 och realexamen från 1933 till 1966.